# 大喜劇 ゴッドファーザーPART0
『大喜劇 ゴッドファーザーPART0 (ゼロ)』（伊: L'altra faccia del padrino、伊: The Funny Face of the Godfather）は、1973年に公開されたイタリアの映画。映画『ゴッドファーザー』のパロディ作品である。日本では劇場未公開だが、1977年4月24日にテレビ朝日系列の『日曜洋画劇場』にてテレビ放映が行われた。
立川志らくが好きな映画の一つに本作を挙げている。

## キャスト
※日本語吹替はテレビ版
| 役名                           | 俳優                           | 日本語吹替   |
| ------------------------------ | ------------------------------ | ------------ |
| ドン・ヴィトー・モンレアーレ   | アリギエロ・ノスケーゼ         | フランキー堺 |
| ニック・ブグリオーネ           | アリギエロ・ノスケーゼ         | フランキー堺 |
| ボニー                         | ミニー・ミノプリオ             | 向井真理子   |
| ドン・ジェンナーロ・マグリウロ | レイモン・ビュシェール         | 浅野進治郎   |
| ロッキー                       | リノ・バンフィ                 | 神山卓三     |
| トニー                         | ファウスト・トッツィ           |              |
| ゴッドファーザーの妻           | エレナ・フィオーレ             |              |
| ジミー・サルボッツォ           | ステファノ・サッタ・フローレス |              |
| トム                           | グイド・レオンティーニ         |              |
| タルタリオーネ                 | マリオ・パイラー               |              |
| ゴッドファーザーマン           | ロマーノ・プポー               |              |
| サロ                           | レニー・モンタナ               |              |
| アンジェリカ・マグリウロ       | ハイディ・ポリトフ             | 鈴木弘子     |

## スタッフ
- 監督：フランコ・プロスペリ（イタリア語版）
- 脚本：マリオ・アメンドラ（イタリア語版）、ブルーノ・コルブッチ（イタリア語版）、フランコ・プロスペリ
- 撮影：ガボール・ポガニー（イタリア語版）
- 音楽：ブルーノ・カンフォーラ（イタリア語版）
- 日本語版制作：ザック・プロモーション[3]